# Küçükörtülü, Sarız
Küçükörtülü là một xã thuộc huyện Sarız, tỉnh Kayseri, Thổ Nhĩ Kỳ. Dân số thời điểm năm 2008 là 29 người.